# Reichardia picroides
Reichardia picroides é uma espécie de planta com flor pertencente à família Asteraceae. 
A autoridade científica da espécie é (L.) Roth, tendo sido publicada em Bot. Abh. 35.

## Portugal
Trata-se de uma espécie presente no território português, nomeadamente em Portugal Continental.
Em termos de naturalidade é nativa da região atrás indicada.

## Protecção
Não se encontra protegida por legislação portuguesa ou da Comunidade Europeia.